# Чемпионат мира по санному спорту 1985
24-й чемпионат мира по санному спорту прошёл с 26 по 27 января 1985 года на санно-бобслейной трассе в Оберхофе (ГДР).

## Одиночки (мужчины)
| Золото          | Серебро     | Бронза      |
| Михаэль Вальтер | Йорг Хофман | Йенс Мюллер |

## Одиночки (женщины)
| Золото        | Серебро       | Бронза       |
| Штеффи Мартин | Церстин Шмидт | Биргит Вайзе |

## Двойки (мужчины)
| Золото                  | Серебро                   | Бронза                            |
| Йорг Хофман, Йохен Пицш | Рене Келлер, Лутц Кюнленц | Виталий Мельник, Дмитрий Алексеев |

## Общий медальный зачёт
| Место | Страна | Золото | Серебро | Бронза | Всего |
| ----- | ------ | ------ | ------- | ------ | ----- |
| 1     | ГДР    | 3      | 3       | 2      | 8     |
| 2     | СССР   | 0      | 0       | 1      | 1     |